# خوسيه لويس ماركيز مارتينيز
خوسيه لويس ماركيز مارتينيز (بالإسبانية: José Luis Márquez Martínez)‏ هو سياسي مكسيكي، ولد في 21 يونيو 1966 في ولاية بويبلا في المكسيك. حزبياً، نشط في الحزب الثوري المؤسساتي. وقد انتخب عضو مجلس النواب المكسيك.